# У Сурим Сусанна
У Сурим Сусанна или Сусанна У (кор. 우술임 수산나, 1803 г., Кванджу, Корея — 20 сентября 1846 года, Сеул, Корея) — святая Римско-Католической Церкви, мученица.

## Биография
У Сурим Сусанна родилась в 1803 году в аристократической корейской семье в Кванджу. В возрасте 15 лет вышла замуж за корейского католика и приняла крещение. Была арестована в 1828 году за свою веру. Подверглась в тюрьме пыткам. Через некоторое время была выпущена из заключения. После смерти мужа в 1841 году переселилась в Сеул. 10 июля 1946 года была арестована во время гонений христиан вместе с Терезой Ким, Агатой Ли и Екатериной Чон, когда они находилась в укрытии в доме Карла Хёна. Погибла от пыток 20 сентября 1846 года.
Была беатифицирована 5 июля 1925 года Римским Папой Пием XI и канонизирована 6 мая 1984 года Римским Папой Иоанном Павлом II вместе с группой 103 корейских мучеников.
День памяти в Католической Церкви — 20 сентября.

## Источник
- Catholic Bishops’ Conference of Korea Newsletter No. 67 (Summer 2009)  (англ.)